# Comuna Bălești, Vrancea
Bălești este o comună în județul Vrancea, Muntenia, România, formată numai din satul de reședință cu același nume.

## Așezare
Comuna se află în sud-estul județului, la limita cu județul Buzău. Este deservită de șoseaua județeană DJ202F, care o leagă spre est de comuna Ciorăști, unde se termină în DN23A. Prin comună trec râurile Slimnic și emisarul său Coțatcu, care se varsă în râul Râmnicu Sărat.

## Demografie
Componența etnică a comunei Bălești
     Români (96,18%)
     Romi (1,08%)
     Alte etnii (0%)
     Necunoscută (2,73%)
Componența confesională a comunei Bălești
     Ortodocși (96,65%)
     Alte religii (0,41%)
     Necunoscută (2,94%)

Conform recensământului efectuat în 2021, populația comunei Bălești se ridică la 1.938 de locuitori, în scădere față de recensământul anterior din 2011, când fuseseră înregistrați 1.941 de locuitori. Majoritatea locuitorilor sunt români (96,18%), cu o minoritate de romi (1,08%), iar pentru 2,73% nu se cunoaște apartenența etnică. Din punct de vedere confesional, majoritatea locuitorilor sunt ortodocși (96,65%), iar pentru 2,94% nu se cunoaște apartenența confesională.

## Istorie
La sfârșitul secolului al XIX-lea, comuna făcea parte din plasa Marginea de Jos a județului Râmnicu Sărat, și avea în unicul ei sat 1167 de locuitori. În comună funcționau o biserică ridicată în 1830 de domnitorul Alexandru D. Ghica și o școală mixtă cu 62 de elevi (dintre care 2 fete). Anuarul Socec din 1930 o consemnează în plasa  Măicănești a aceluiași județ, cu o populație de 1430 de locuitori.
În septembrie 1950, a trecut în administrarea raionului Râmnicu Sărat din regiunea Buzău și apoi, după 1952, din regiunea Ploiești, iar în anul 1968, comuna a fost trecut în administrația județului Vrancea.

## Monumente istorice
Două obiective din comuna Bălești sunt incluse în lista monumentelor istorice din județul Vrancea ca monumente de interes local. Unul este un sit arheologic aflat la sud-est de satul de reședință în punctul „Movila”, unde s-au descoperit urmele unei așezări aparținând culturii Basarabi din perioada Halstatt și una din Epoca Bronzului. Celălalt este clasificat ca monument memorial sau funerar, și este reprezentat de monumentul eroilor din Primul Război Mondial și Războiul Român de Independență, monument aflat în centrul satului, în fața dispensarului.

## Politică și administrație
Comuna Bălești este administrată de un primar și un consiliu local compus din 11 consilieri. Primarul, Silviu-Stoica Gheorghe[*], de la Partidul Național Liberal, este în funcție din octombrie 2020. Începând cu alegerile locale din 2024, consiliul local are următoarea componență pe partide politice:
|  | Partid                    | Consilieri | Componența Consiliului | Componența Consiliului | Componența Consiliului | Componența Consiliului | Componența Consiliului | Componența Consiliului | Componența Consiliului | Componența Consiliului | Componența Consiliului |
|  | ------------------------- | ---------- | ---------------------- | ---------------------- | ---------------------- | ---------------------- | ---------------------- | ---------------------- | ---------------------- | ---------------------- | ---------------------- |
|  | Partidul Național Liberal | 9          |                        |                        |                        |                        |                        |                        |                        |                        |                        |
|  | Partidul Social Democrat  | 2          |                        |                        |                        |                        |                        |                        |                        |                        |                        |